# マルセリーノ・ペレス
マルセリーノ・ペレス・アイロン（Marcelino Pérez Ayllón、1955年8月13日 - ）は、スペイン・カタルーニャ州サバデイ出身の元同国代表サッカー選手、元サッカー指導者。ポジションはDF。

## クラブ経歴
カタルーニャ州のサバデイに生まれ、1969年にCEサバデルのカンテラに入団した。1972年、17歳で当時セグンダ・ディビシオンに所属していたトップチームにてプロデビューを果たすと、翌1973-74シーズンはリーグ戦28試合に出場した。
1974年、アトレティコ・マドリードに引き抜かれた。加入後3シーズン目からレギュラーに定着し、1984-85シーズンにクラブを去るまで合計10シーズン在籍した。アトレティコ・マドリードでは公式戦253試合に出場し、4得点を挙げた。そのうちの190試合はラ・リーガでの出場記録であり、コパ・デル・レイは42試合、国際大会は21試合という内訳である。また、1980年10月5日のアスレティック・ビルバオではクラブの公式戦通算2500ゴールとなる記念ゴールを決めた。

## 代表経歴
1977年10月26日、1978 FIFAワールドカップ予選のルーマニア代表戦にてスペイン代表デビューを果たした。また、アルゼンチンで開催された1978 FIFAワールドカップに臨むスペイン代表にも招集され、グループステージ全3試合に出場した。スペインA代表通算13試合0得点。

## タイトル

### クラブ
アトレティコ・マドリード
- ラ・リーガ : 1回 (1976-77)
- コパ・デル・レイ : 2回 (1975-76, 1984-85)
- インターコンチネンタルカップ : 1回 (1974)